# Varronia
Varronia, veliki rod tropski američkih grmova i drveća iz porodice Cordiaceae, dio je reda Boraginales. Postoji oko 150 vrsta
Cvjetovi su sitni, često bijele boje.

## Vrste
1. Varronia acunae Moldenke
2. Varronia acuta (Pittier) Borhidi
3. Varronia ambigua (Cham. & Schltdl.) Borhidi
4. Varronia anderssonii (Gürke) Borhidi
5. Varronia andreana (J. Estrada) J. S. Mill.
6. Varronia anisodonta (Urb.) Borhidi
7. Varronia areolata (Urb.) Friesen
8. Varronia badaeva (Urb. & Ekman) Borhidi
9. Varronia bahamensis (Urb.) Millsp.
10. Varronia baracoensis (Urb.) Borhidi
11. Varronia barahonensis (Urb.) Friesen
12. Varronia bellonis (Urb.) Britton
13. Varronia bifurcata (Roem. & Schult.) Borhidi
14. Varronia bombardensis (Urb. & Ekman) Borhidi
15. Varronia bonplandii Desv.
16. Varronia braceliniae (I. M. Johnst.) Borhidi
17. Varronia bridgesii Friesen
18. Varronia brittonii Millsp.
19. Varronia brownei (Friesen) Borhidi
20. Varronia buddlejoides (Rusby) J. S. Mill.
21. Varronia bullata L.
22. Varronia bullulata (Killip ex J. Estrada & García-Barr.) J. S. Mill.
23. Varronia calcicola (Urb.) Borhidi
24. Varronia calocephala (Cham.) Friesen
25. Varronia campestris (Warm) Borhidi
26. Varronia caput-medusae (Taub.) Friesen
27. Varronia chabrensis (Urb. & Ekman) Borhidi
28. Varronia cinerascens (A. DC.) Borhidi
29. Varronia clarendonensis Britton & Friesen
30. Varronia claviceps (Urb. & Ekman) Borhidi
31. Varronia corallicola (Urb.) Borhidi
32. Varronia corchorifolia (DC.) Borhidi
33. Varronia cremersii (Feuillet) Feuillet
34. Varronia crenata Ruiz & Pav.
35. Varronia curassavica Jacq.
36. Varronia cylindrostachya Ruiz & Pav.
37. Varronia dardani (Taroda) J. S. Mill.
38. Varronia dependens (Urb. & Ekman) Borhidi
39. Varronia dichotoma Ruiz & Pav.
40. Varronia divaricata (Kunth) Borhidi
41. Varronia duartei (Borhidi & O. Muñiz) Borhidi
42. Varronia eggersii (K. Krause) J. S. Mill.
43. Varronia erythrococca (Griseb.) Moldenke
44. Varronia exarata (Urb.) Borhidi
45. Varronia fasciata (Leonard & Alain) Borhidi
46. Varronia fasciculata (Urb. & Ekman) Borhidi
47. Varronia foliosa (M. Martens & Galeotti) Borhidi
48. Varronia fuertesii (J. Estrada) T. S. Silva & J. I. M. Melo
49. Varronia gibberosa (Urb. & Ekman) Borhidi
50. Varronia glandulosa (Fresen.) Borhidi
51. Varronia globosa Jacq.
52. Varronia gonavensis Borhidi
53. Varronia grandiflora Desv.
54. Varronia grisebachii (Urb.) Moldenke
55. Varronia guanacastensis (Standl.) J. S. Mill.
56. Varronia guaranitica (Chodat & Hassl.) J. S. Mill.
57. Varronia guazumifolia Desv.
58. Varronia haitiensis (Urb.) Borhidi
59. Varronia harleyi (Taroda) J. S. Mill.
60. Varronia holguinensis (Borhidi & O. Muñiz) Borhidi
61. Varronia iberica (Urb.) Borhidi
62. Varronia inermis (Mill.) Borhidi
63. Varronia integrifolia Desv.
64. Varronia intonsa (I. M. Johnst.) J. S. Mill.
65. Varronia intricata (C. Wright) Borhidi
66. Varronia jamaicensis (I. M. Johnst.) Borhidi
67. Varronia jeremiensis (Urb. & Ekman) Borhidi
68. Varronia johnstoniana J. I. M. Melo & D. D. Vieira
69. Varronia krauseana (Killip) J. S. Mill.
70. Varronia lamprophylla (Urb.) Borhidi
71. Varronia lanceolata (Desv.) Borhidi
72. Varronia lantanifolia J. S. Mill. & J. R. I. Wood
73. Varronia lauta (I. M. Johnst.) J. S. Mill.
74. Varronia lenis (Alain) Borhidi
75. Varronia leptoclada Millsp.
76. Varronia leucocephala (Moric.) J. S. Mill.
77. Varronia leucomalla (Taub.) Borhidi
78. Varronia leucomalloides (Taroda) J. S. Mill.
79. Varronia leucophlyctis (Hook. fil.) Andersson
80. Varronia lima Desv.
81. Varronia limicola (Brandegee) Friesen
82. Varronia linnaei (Stearn) J. S. Mill.
83. Varronia lippioides (I. M. Johnst.) J. S. Mill.
84. Varronia longipedunculata Britton & P. Wilson
85. Varronia lucayana Millsp.
86. Varronia macrocephala Desv.
87. Varronia macrodonta (Killip) J. S. Mill.
88. Varronia mariana E. C. O. Chagas & Costa-Lima
89. Varronia marioniae (Feuillet) Feuillet
90. Varronia martinicensis Jacq.
91. Varronia mayoi (Taroda) M. Stapf
92. Varronia microphylla Desv.
93. Varronia minensis T. S. Silva & J. I. M. Melo
94. Varronia moensis Moldenke
95. Varronia mollissima (Killip) Borhidi
96. Varronia monosperma Jacq.
97. Varronia multicapitata (Britton ex Rusby) J. S. Mill.
98. Varronia multispicata (Cham.) Borhidi
99. Varronia munda (I. M. Johnst.) J. S. Mill.
100. Varronia nashii (Urb. & Britton) Borhidi
101. Varronia neowediana (DC.) Borhidi
102. Varronia nesophila (I. M. Johnst.) Borhidi
103. Varronia nipensis (Urb. & Ekman) Borhidi
104. Varronia oaxacana (DC.) Friesen
105. Varronia oligodonta (Urb.) Borhidi
106. Varronia paraguariensis (Chodat & Hassl.) Borhidi
107. Varronia parviflora (Ortega) Borhidi
108. Varronia paucidentata (Fresen.) Friesen
109. Varronia pedunculosa (Griseb.) Borhidi
110. Varronia perroyana (Urb. & Ekman) Borhidi
111. Varronia peruviana (Roem. & Schult.) Borhidi
112. Varronia picardae (Urb.) Borhidi
113. Varronia podocephala (Torr.) Borhidi
114. Varronia poliophylla (Fresen.) Borhidi
115. Varronia polycephala Lam.
116. Varronia polystachya (Kunth) Borhidi
117. Varronia portoricensis (Spreng.) Feuillet
118. Varronia ramirezii (J. Estrada) T. S. Silva & J. I. M. Melo
119. Varronia revoluta (Hook. fil.) Andersson
120. Varronia roraimae (I. M. Johnst.) J. S. Mill.
121. Varronia rosei (Killip) Borhidi
122. Varronia rupicola (Urb.) Britton
123. Varronia salviifolia (Juss. ex Poir.) Borhidi
124. Varronia sangrinaria (Gaviria) J. S. Mill.
125. Varronia sauvallei (Urb.) Borhidi
126. Varronia schomburgkii (DC.) Borhidi
127. Varronia scouleri (Hook. fil.) Borhidi
128. Varronia selleana (Urb.) Friesen
129. Varronia serrata (L.) Borhidi
130. Varronia serratifolia (Kunth) T. S. Silva
131. Varronia sessilifolia (Cham.) Borhidi
132. Varronia setigera (I. M. Johnst.) J. S. Mill.
133. Varronia shaferi Britton
134. Varronia spinescens (L.) Borhidi
135. Varronia stellata (Greenm.) Borhidi
136. Varronia stenostachya (Killip ex Gaviria) J. S. Mill.
137. Varronia steyermarkii (Gaviria) J. S. Mill.
138. Varronia striata (Fresen.) Borhidi
139. Varronia subtruncata (Rusby) Friesen
140. Varronia suffruticosa (Borhidi) Borhidi
141. Varronia tarodaea J. S. Mill.
142. Varronia teguorum Fern. Alonso & J. I. M. Melo
143. Varronia toaensis (Borhidi & O. Muñiz) Borhidi
144. Varronia truncata (Fresen.) Borhidi
145. Varronia urticifolia (Cham.) J. S. Mill.
146. Varronia utermarkiana (Borhidi) Borhidi
147. Varronia vargasii J. S. Mill.
148. Varronia vasqueziana J. S. Mill.
149. Varronia villicaulis (Fresen.) Borhidi
150. Varronia wagnerorum (R. A. Howard) Borhidi
151. Varronia xinguana T. S. Silva & J. I. M. Melo